# Antiga Masoveria de la Vila
L'Antiga Masoveria de la Vila és una casa de Viladrau (Osona) inclosa a l'Inventari del Patrimoni Arquitectònic de Catalunya.

## Descripció
Edifici de planta rectangular (14x8) cobert a dues vessants amb el carener perpendicular a la façana situada a migdia, parcialment al sector E a la casa dels amos i al pendent del terreny. Consta de planta i dos pisos. La façana principal presenta un portal rectangular amb llinda de fusta i emmarcament de gres vermell, i una finestra a la planta; dues finestres al primer pis i una altra al segon, totes elles amb llinda de fusta i emmarcament de totxo. La façana E té el sector S adossat a la casa pairal i al sector N, parcialment adossat al pendent del terreny, s'hi té accés per un portal de ferro forjat que dona entrada a un passatge que separa el mur de contenció de l'era de la dita façana, en la que podem observar una finestra al primer pis i un petit portal al segon, del qual probablement en sortia una palanca d'accés a l'era. La façana N presenta únicament una finestra amb llinda de fusta al primer pis. La façana O presenta a la planta un gran portal central i una finestreta; quatre finestres al primer pis, i un porxo central d'un sol badiu, i dues finestretes laterals al segon pis. A l'angle S-O observem una pilastra decorativa.

## Història
Edifici del segle XVIII- XIX relacionat amb l'antic mas La Vila que probablement formava part dels 82 masos que existien en el municipi pels volts de 1340, segons consta en els documents de l'època. El trobem registrat en els fogatges de la "Parròquia i terme de Viladrau fogajat a 6 de octubre 1553 per Joan Masmiguell balle com apar en cartes 230", juntament amb altres 32 que continuaven habitats després del període de pestes, on consta un tal "Carles Vila". Els actuals propietaris no mantenen la cognominació d'origen, que perdurà fins a finals del segle passat.